# Купліськ
Купліськ (пол. Kuplisk) — село в Польщі, у гміні Янув Сокульського повіту Підляського воєводства.
Населення — 277 осіб (2011).
У 1975-1998 роках село належало до Білостоцького воєводства.

## Демографія
Демографічна структура станом на 31 березня 2011 року:
|          | Загалом | Допрацездатний вік | Працездатний вік | Постпрацездатний вік |
| -------- | ------- | ------------------ | ---------------- | -------------------- |
| Чоловіки | 131     | 18                 | 89               | 24                   |
| Жінки    | 146     | 18                 | 88               | 40                   |
| Разом    | 277     | 36                 | 177              | 64                   |